# Saison 2014 de l'équipe cycliste Sky

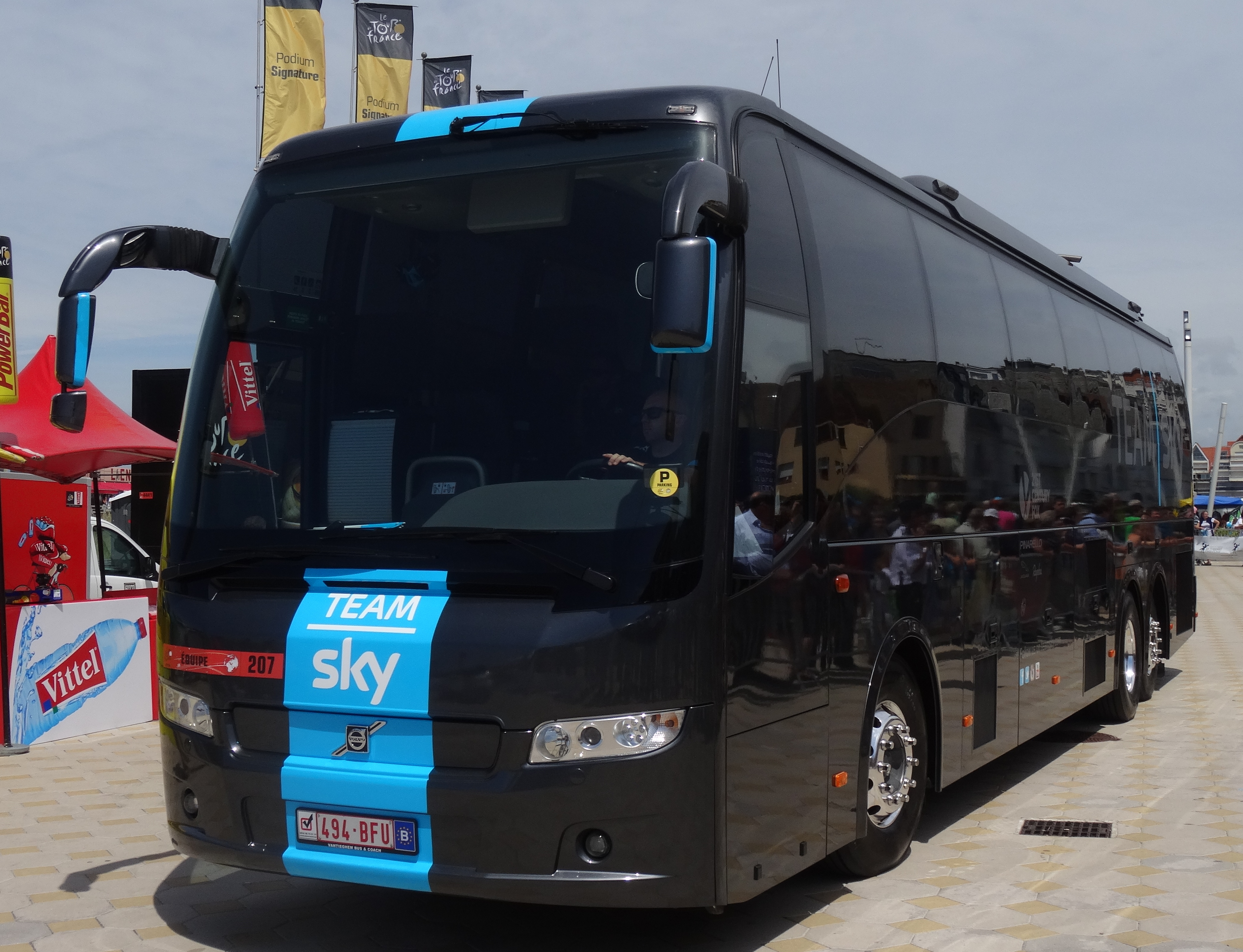
Le bus principal lors de la 3e étape du Tour de France 2014 au Touquet-Paris-Plage.

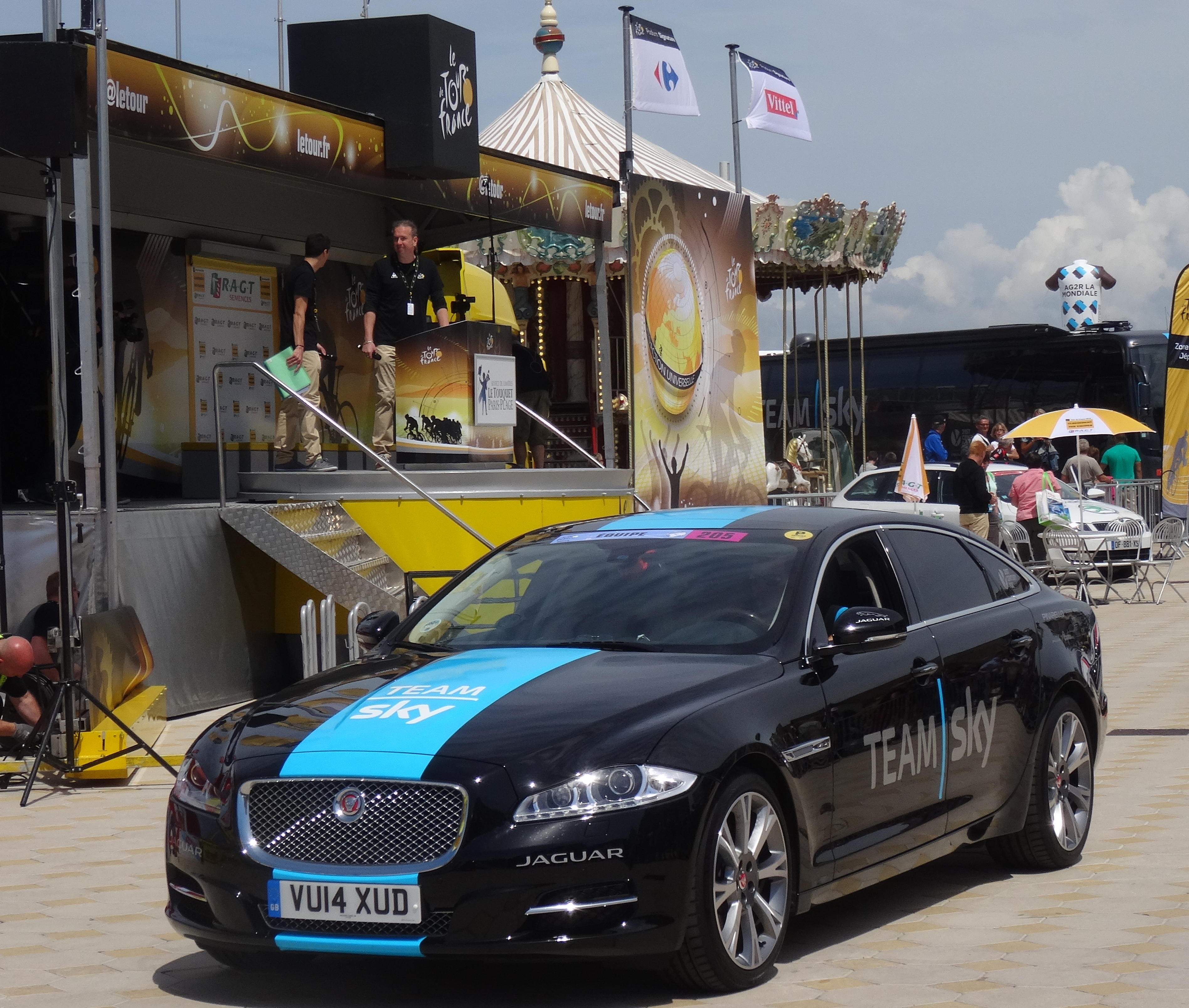
Une des voitures lors de la 3e étape du Tour de France 2014 au Touquet-Paris-Plage.

La saison 2014 de l'équipe cycliste Sky est la cinquième de cette équipe.

## Préparation de la saison 2014

### Sponsors et financement de l'équipe
Depuis sa création en 2010, l'équipe porte le nom de son principal sponsor, BSkyB. En juin 2013, la direction de l'équipe Sky annonce avoir signé un partenariat « de long terme » avec 21st Century Fox, nouveau groupe de médias issu de la scission de News Corporation, et dirigée par Rupert Murdoch. Ce nouveau partenariat se manifeste par l'apparition du logo de l'entreprise sur les équipements des coureurs à partir du Tour de France 2013,. Le budget de l'équipe pour l'année 2014 est de 18 millions d'euros.
Pinarello est le fournisseur de cycles de l'équipe Sky. Le contrat les liant est prolongé jusqu'en 2016 au cours de l'année 2013. Rapha (en) devient en 2013 le fournisseur de vêtements.

### Arrivées et départs
| Arrivées        | Équipe 2013                         |
| --------------- | ----------------------------------- |
| Philip Deignan  | UnitedHealthcare                    |
| Nathan Earle    | Huon Salmon-Genesys Wealth Advisers |
| Sebastián Henao | Coldeportes-Claro                   |
| Mikel Nieve     | Euskaltel Euskadi                   |

| Départs        | Équipe 2014             |
| -------------- | ----------------------- |
| Mathew Hayman  | Orica-GreenEDGE         |
| Rigoberto Urán | Omega Pharma-Quick Step |

## Coureurs et encadrement technique

### Effectif

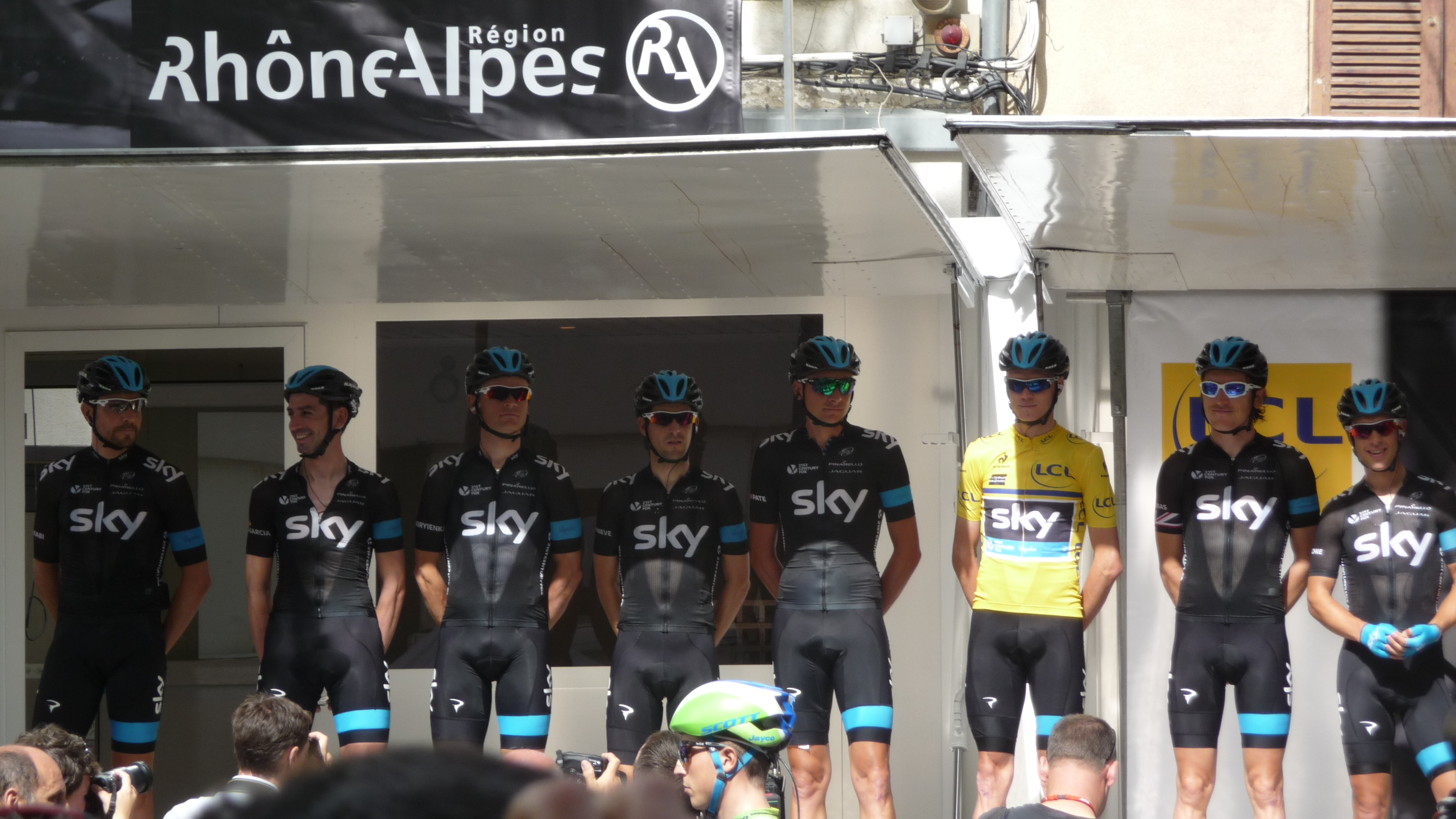
L'équipe lors du Critérium du Dauphiné 2014.

| Cycliste               | Date de naissance | Nationalité | Équipe 2013                         |
| ---------------------- | ----------------- | ----------- | ----------------------------------- |
| Edvald Boasson Hagen   | 17 mai 1987       | Norvège     | Sky                                 |
| Ian Boswell            | 7 février 1991    | États-Unis  | Sky                                 |
| Dario Cataldo          | 17 mars 1985      | Italie      | Sky                                 |
| Philip Deignan         | 7 septembre 1983  | Irlande     | UnitedHealthcare                    |
| Joe Dombrowski         | 12 mai 1991       | États-Unis  | Sky                                 |
| Nathan Earle           | 4 juin 1988       | Australie   | Huon Salmon-Genesys Wealth Advisers |
| Joshua Edmondson       | 6 juillet 1992    | Royaume-Uni | Sky                                 |
| Bernhard Eisel         | 17 février 1981   | Autriche    | Sky                                 |
| Christopher Froome     | 20 mai 1985       | Royaume-Uni | Sky                                 |
| Sebastián Henao        | 5 août 1993       | Colombie    | Coldeportes-Claro                   |
| Sergio Henao           | 10 décembre 1987  | Colombie    | Sky                                 |
| Peter Kennaugh         | 15 juin 1989      | Royaume-Uni | Sky                                 |
| Vasil Kiryienka        | 28 juin 1981      | Biélorussie | Sky                                 |
| Christian Knees        | 5 mars 1981       | Allemagne   | Sky                                 |
| David López García     | 13 mai 1981       | Espagne     | Sky                                 |
| Mikel Nieve            | 26 mai 1984       | Espagne     | Euskaltel Euskadi                   |
| Danny Pate             | 24 mars 1979      | États-Unis  | Sky                                 |
| Richie Porte           | 30 janvier 1985   | Australie   | Sky                                 |
| Salvatore Puccio       | 31 août 1989      | Italie      | Sky                                 |
| Gabriel Rasch          | 8 avril 1976      | Norvège     | Sky                                 |
| Luke Rowe              | 10 mars 1990      | Royaume-Uni | Sky                                 |
| Kanstantsin Siutsou    | 9 août 1982       | Biélorussie | Sky                                 |
| Ian Stannard           | 25 mai 1987       | Royaume-Uni | Sky                                 |
| Christopher Sutton     | 10 septembre 1984 | Australie   | Sky                                 |
| Ben Swift              | 5 novembre 1987   | Royaume-Uni | Sky                                 |
| Geraint Thomas         | 25 mai 1986       | Royaume-Uni | Sky                                 |
| Jonathan Tiernan-Locke | 26 décembre 1984  | Royaume-Uni | Sky                                 |
| Bradley Wiggins        | 28 avril 1980     | Royaume-Uni | Sky                                 |
| Xabier Zandio          | 17 mars 1977      | Espagne     | Sky                                 |

Portraits
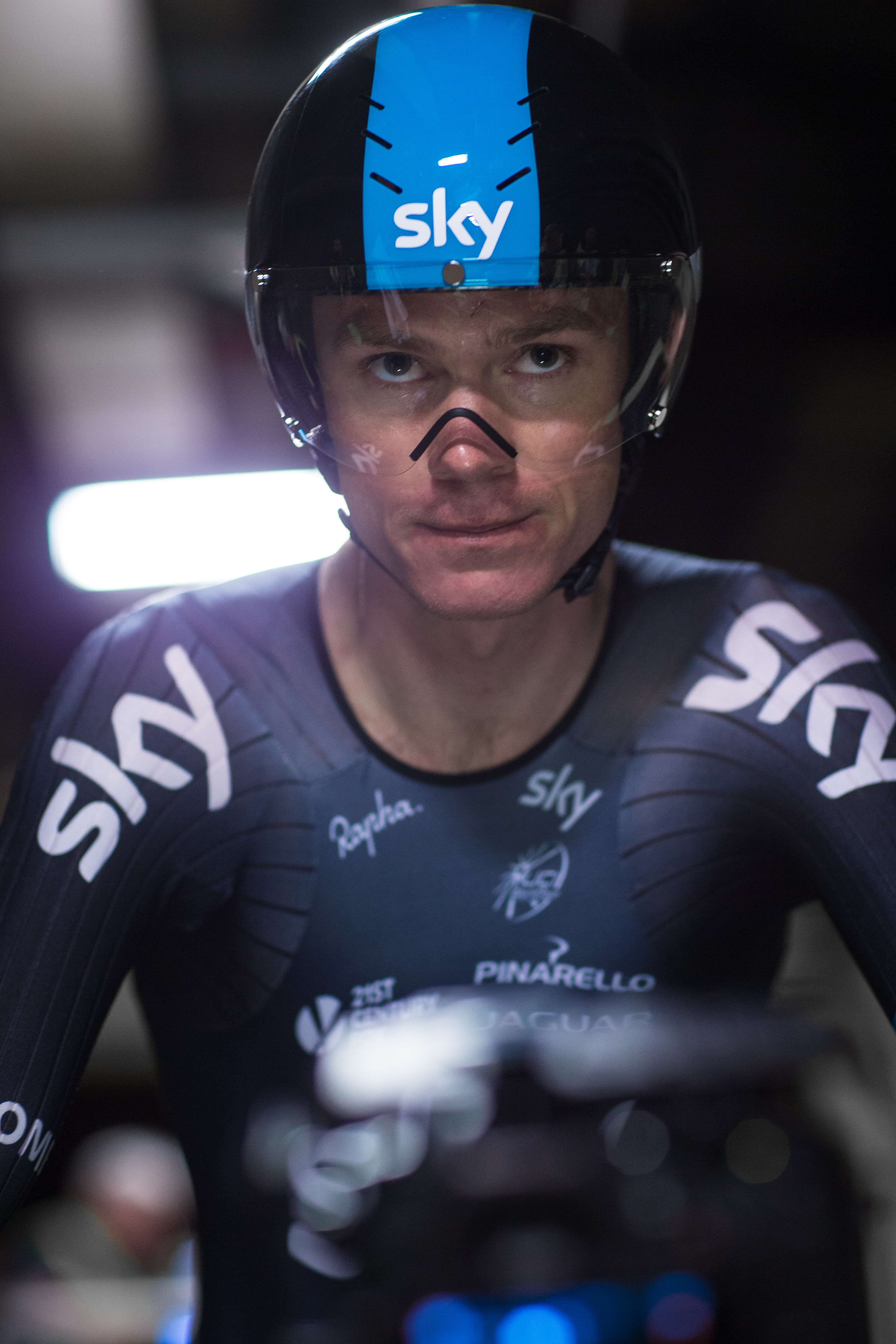
Christopher Froome.
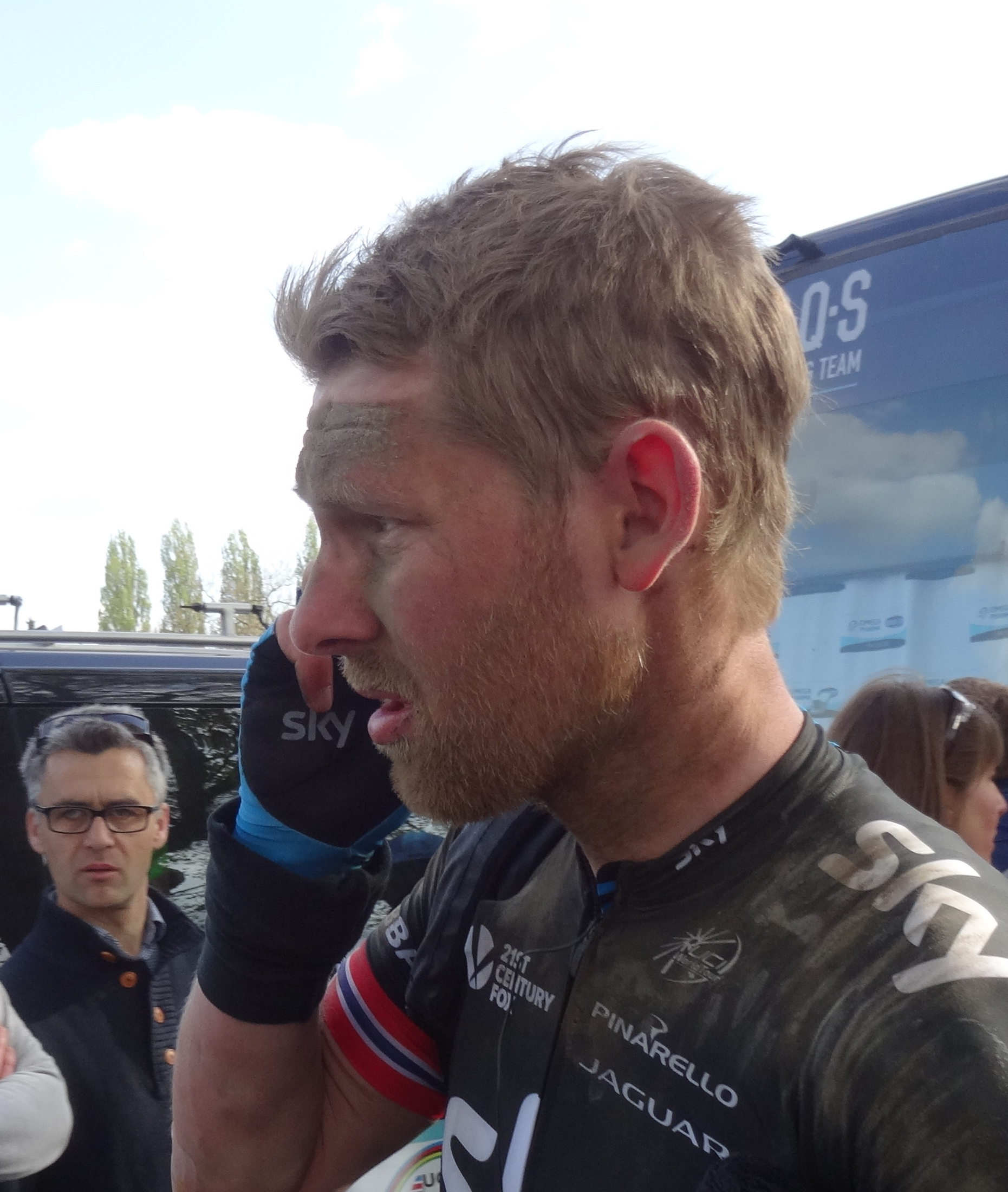
Gabriel Rasch.
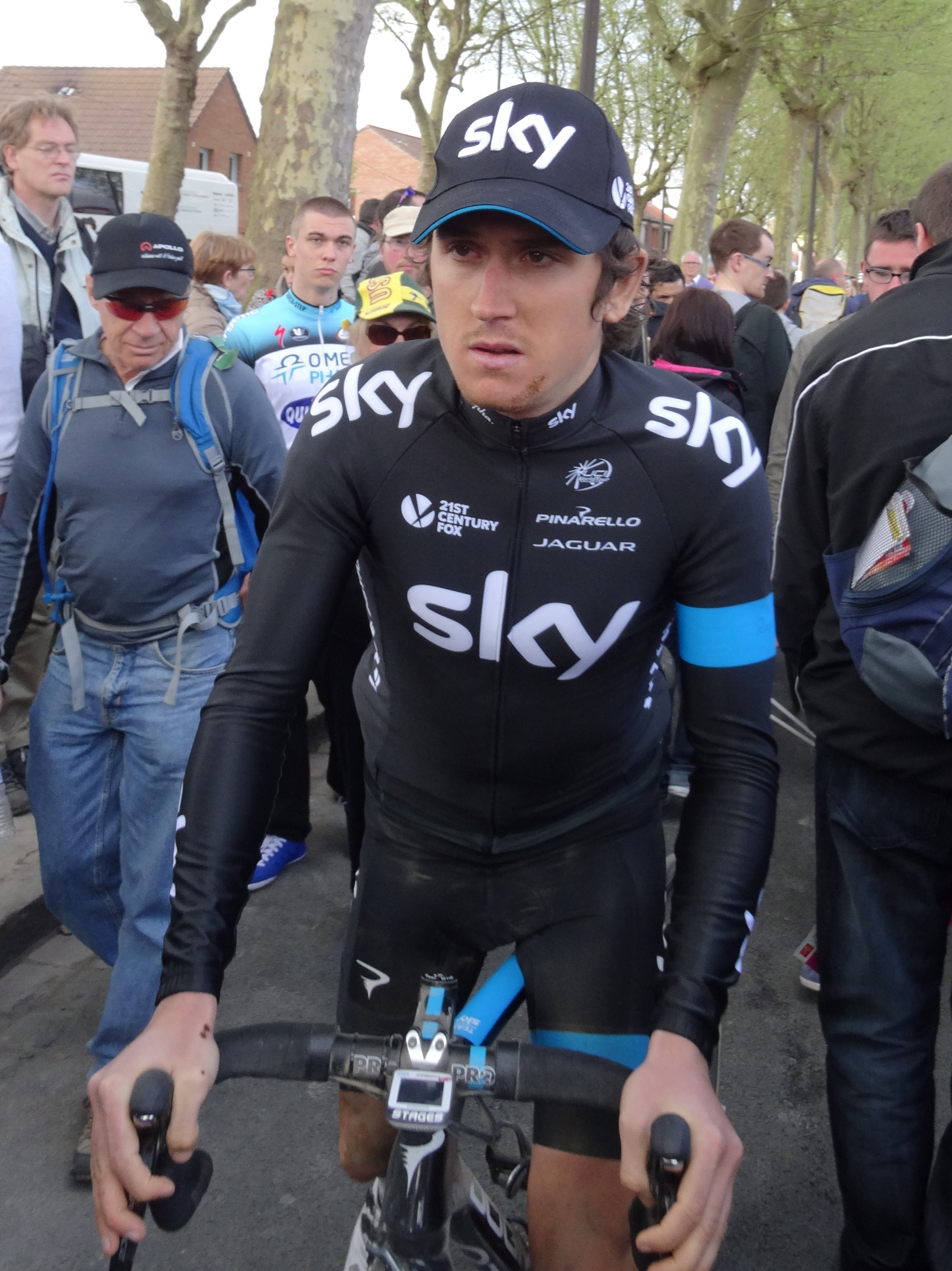
Geraint Thomas.

## Bilan de la saison

### Victoires
| Date       | Course                                                           | Pays        | Classe | Vainqueur           |
| ---------- | ---------------------------------------------------------------- | ----------- | ------ | ------------------- |
| 25/01/2014 | 5e étape du Tour Down Under                                      | Australie   | WT     | Richie Porte        |
| 22/02/2014 | 5e étape du Tour d'Oman                                          | Oman        | 2.HC   | Christopher Froome  |
| 23/02/2014 | Classement général du Tour d'Oman                                | Oman        | 2.HC   | Christopher Froome  |
| 01/03/2014 | Circuit Het Nieuwsblad                                           | Belgique    | 1.HC   | Ian Stannard        |
| 27/03/2014 | 1rea étape de la Semaine internationale Coppi et Bartali         | Italie      | 2.1    | Ben Swift           |
| 27/03/2014 | 1reb étape de la Semaine internationale Coppi et Bartali         | Italie      | 2.1    | Sky                 |
| 28/03/2014 | 2e étape de la Semaine internationale Coppi et Bartali           | Italie      | 2.1    | Peter Kennaugh      |
| 30/03/2014 | 4e étape de la Semaine internationale Coppi et Bartali           | Italie      | 2.1    | Dario Cataldo       |
| 30/03/2014 | Classement général de la Semaine internationale Coppi et Bartali | Italie      | 2.1    | Peter Kennaugh      |
| 11/04/2014 | 5e étape du Tour du Pays basque                                  | Espagne     | WT     | Ben Swift           |
| 04/05/2014 | 5e étape du Tour de Romandie                                     | Suisse      | WT     | Christopher Froome  |
| 04/05/2014 | Classement général du Tour de Romandie                           | Suisse      | WT     | Christopher Froome  |
| 12/05/2014 | 2e étape du Tour de Californie                                   | États-Unis  | 2.HC   | Bradley Wiggins     |
| 18/05/2014 | Classement général du Tour de Californie                         | États-Unis  | 2.HC   | Bradley Wiggins     |
| 31/05/2014 | 4e étape du Tour de Bavière                                      | Allemagne   | 2.HC   | Geraint Thomas      |
| 01/06/2014 | Classement général du Tour de Bavière                            | Allemagne   | 2.HC   | Geraint Thomas      |
| 08/06/2014 | 1re étape du Critérium du Dauphiné                               | France      | WT     | Christopher Froome  |
| 09/06/2014 | 2e étape du Critérium du Dauphiné                                | France      | WT     | Christopher Froome  |
| 15/06/2014 | 8e étape du Critérium du Dauphiné                                | France      | WT     | Mikel Nieve         |
| 26/06/2014 | Championnat de Grande-Bretagne du contre-la-montre               | Royaume-Uni | CN     | Bradley Wiggins     |
| 27/06/2014 | Championnat de Biélorussie du contre-la-montre                   | Biélorussie | CN     | Kanstantsin Siutsou |
| 29/06/2014 | Championnat de Grande-Bretagne sur route                         | Royaume-Uni | CN     | Peter Kennaugh      |
| 06/07/2014 | 1re étape du Tour d'Autriche                                     | Autriche    | 2.HC   | Peter Kennaugh      |
| 13/07/2014 | Classement général du Tour d'Autriche                            | Autriche    | 2.HC   | Peter Kennaugh      |
| 14/09/2014 | 8ea étape du Tour de Grande-Bretagne                             | Royaume-Uni | 2.HC   | Bradley Wiggins     |

### Résultats sur les courses majeures
Les tableaux suivants représentent les résultats de l'équipe dans les principales courses du calendrier international (les cinq classiques majeures et les trois grands tours). Pour chaque épreuve est indiqué le meilleur coureur de l'équipe, son classement ainsi que les accessits glanés par Sky sur les courses de trois semaines.

#### Classiques
| Classique            | Milan-San Remo | Tour des Flandres   | Paris-Roubaix       | Liège-Bastogne-Liège | Tour de Lombardie     |
| -------------------- | -------------- | ------------------- | ------------------- | -------------------- | --------------------- |
| Coureur (classement) | Ben Swift (3e) | Geraint Thomas (8e) | Geraint Thomas (7e) | Nathan Earle (70e)   | Vasil Kiryienka (47e) |

#### Grands tours
| Grand tour           | Tour d'Italie              | Tour de France    | Tour d'Espagne                              |
| -------------------- | -------------------------- | ----------------- | ------------------------------------------- |
| Coureur (classement) | Sebastián Henao (22e)      | Mikel Nieve (18e) | Christopher Froome (2e)                     |
| Accessits            | Cima Coppi (Dario Cataldo) | -                 | Prix de la combativité (Christopher Froome) |

### Classement UCI
L'équipe Sky termine à la neuvième place du World Tour avec 890 points. Ce total est obtenu par l'addition des 130 points amenés par la 4e place du championnat du monde du contre-la-montre par équipes et des points des cinq meilleurs coureurs de l'équipe au classement individuel que sont Christopher Froome, 7e avec 326 points, Geraint Thomas, 31e avec 168 points, Mikel Nieve, 51e avec 104 points, Ben Swift, 59e avec 91 points, et Richie Porte, 74e avec 71 points,.
| Rang | Coureur              | Points |
| ---- | -------------------- | ------ |
| 7    | Christopher Froome   | 326    |
| 31   | Geraint Thomas       | 168    |
| 51   | Mikel Nieve          | 104    |
| 59   | Ben Swift            | 91     |
| 74   | Richie Porte         | 71     |
| 92   | Philip Deignan       | 38     |
| 129  | Bradley Wiggins      | 12     |
| 148  | Dario Cataldo        | 8      |
| 151  | Vasil Kiryienka      | 8      |
| 202  | Edvald Boasson Hagen | 2      |
| 218  | Sergio Henao         | 2      |